# Сапутин, Александр Игоревич
Алекса́ндр И́горевич Сапу́тин (укр. Олександр Ігорович Сапутін; 13 ноября 2003, Украина) — украинский футболист, вратарь луганской «Зари».

## Клубная карьера
Футбольную карьеру начал в клубе «Днепр, где выступал за юношеские команды с 2016 по 2020 год. В 2020 году перешел в луганскую «Зарю». Во взрослом футболе дебютировал 5 марта 2023 года в выигранном (2:3) матче Премьер-лиги против полтавской «Ворсклы». Первый «сухой» матч Сапутин провел 18 марта против киевского «Динамо» (1:0).

## Достижения
«Заря» (Луганск)
- Бронзовый призёр чемпионата Украины: 2022/23